# 歐洲數學學會
歐洲數學學會（European Mathematical Society）在1990年創於波蘭，旨在：
- 促進純粹與應用數學之研究
- 對數學教育之課題提供協助與建議
- 關切數學與社會之廣泛關係
- 促進各國數學家互動
- 建立歐洲數學家的認同感
- 在超國家機構間代表數學社群

歐洲數學學會旗下目前約有50個國級組織與5個跨國組織。

## 外部連結

欧洲数学学会会标

- The European Mathematical Information Service
- History of the EMS